# Piotr Socha
Piotr Socha (* 13. November 1966) ist ein polnischer Grafiker und Illustrator von Bilderbüchern.

## Leben
Socha studierte an der Akademie der Bildenden Künste Warschau.
Er arbeitete als Illustrator für diverse bekannte Zeitungen und Zeitschriften, unter anderem für Gazeta Wyborcza, Polityka, Newsweek, Przekrój, Playboy, Wysokie Obcasy, Harvard Business Review, und die polnische öffentlich-rechtliche Rundfunkanstalt Telewizja Polska und gilt als einer der beliebtesten Cartoonisten Polens. Im deutschen Sprachraum wurde er vor allem durch seine Sachbücher für Kinder bekannt.
Er lebt und arbeitet in Warschau.

## Werk (Auswahl)
- Potwór. Tekst: Grzegorz Kasdepke. Warszawa: Wydawnictwo Dwie Siostry, 2012, ISBN 978-83-608-5015-2.
- Pszczoły. Warszawa: Wydawnictwo Dwie Siostry, 2015, ISBN 978-83-63696-55-9.
  - deutsch: Bienen. Unter redaktioneller Mitarbeit und fachlicher Beratung von Wojciech Grajkowski; aus dem Polnischen von Thomas Weiler. Hildesheim: Gerstenberg, 2016, ISBN 978-3-8369-5915-5.
- Drzewa. Tekst: Wojciech Grajkowski. Warszawa: Wydawnictwo Dwie Siostry, 2015, ISBN 978-83-65341-64-8.
  - deutsch: Bäume. Text von Wojciech Grajkowski; aus dem Polnischen von Thomas Weiler. Hildesheim: Gerstenberg, 2018, ISBN 978-3-8369-5654-3.
- mit Monika Utnik-Strugala: Das Buch vom Dreck, aus dem Polnischen von Dorothea Traupe. Hildesheim: Gerstenberg, 2022, ISBN 978-3-836-96164-6.

Das Buch Pszczoły („Bienen“) wurde außer ins Deutsche auch ins Englische, Französische, Italienisch, Spanische, Tschechische, Russische, Niederländische und Chinesische übersetzt.

## Preise und Auszeichnungen
Für sein Sachbilderbuch Bienen erhielt er 2017 den Deutschen Jugendliteraturpreis in der Kategorie Sachbuch. Es wurde im selben Jahr in Österreich von einer Publikumsjury zum Wissenschaftsbuch des Jahres in der Kategorie Junior-Wissensbücher gekürt. Das Buch vom Dreck wurde 2022 als Wissensbuch des Jahres prämiert. 2023 wurde es mit der Silbernen Feder ausgezeichnet.